# Soga no Umako
Soga no Umako (蘇我 馬子 (Tô Ngã Mã Tử)Soga no Umako 551? – 19 tháng 6, 626) là con trai của Soga no Iname và là nhân vật đầy quyền thế trong gia tộc Soga của Nhật Bản.
Cùng với Thái tử Shōtoku, Umako đã tiến hành cuộc cải cách chính trị trong thời gian trị vì của Thiên hoàng Bidatsu và Thiên hoàng Suiko  và thiết lập địa vị vững chắc cho gia tộc Soga trong triều đình bằng cách gả các con gái của ông với các thành viên của hoàng thất.
Vào cuối thế kỷ thứ 6, Soga no Umako đã có một chuyến tuần du trong một thời gian dài nhằm tiếp thu và quảng bá Phật giáo ở Nhật Bản. Vào thời điểm đó, gia tộc Soga đã cho vời những người nhập cư từ Trung Quốc và Hàn Quốc và tạo việc làm cho họ nhằm tiếp thu, học hỏi những kĩ thuật tiên tiến và các kiến thức khác bên nước bạn. Năm 587, Umako đã đánh bại Mononobe no Moriya trong trận Shigisan, sự kiện này  đã khẳng định sự thống trị của dòng họ Soga. Vào ngày 15 tháng 1 năm 593, xá lợi của Đức Phật Thích Ca Mâu Ni đã được lưu giữ bên trong đá nền dưới cột của một ngôi chùa ở Asuka-dera (lúc đó là Hōkō-ji). Đó là một ngôi chùa mà Umako đã ra lệnh xây dựng, theo phần Suiko trong Nhật Bản Thư kỷ.
Ngày nay, phần mộ Ishibutai Kofun được cho là lăng mộ của Soga no Umako.

## Phả hệ
Vợ của Soga no Umako là con gái của Mononobe no Ogushi và là em gái của Mononobe no Moriya; họ đã có năm người con.
- Soga no Emishi
- Soga no Kuramaro
- Kahakami no Iratsume, kết hôn với Thiên hoàng Sushun năm 587, kết hôn với Yamato no Aya no Atahe vào năm 592.
- Tojiko no Iratsume, phối ngẫu của Thái tử Shotoku
- Hode no Iratsume, phối ngẫu của Thiên hoàng Jomei